# Regolit

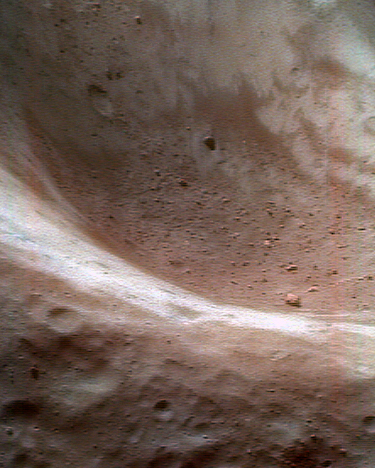
Suprafața asteroidului 433 Eros, fiind formată din regolit

Regolitul este stratul pietros care acoperă suprafața Lunii sau a altor corpuri cerești solide, format prin eroziune cosmică, fragmentarea rocilor datorită schimbărilor bruște de temperatură, ciocniri cu meteoriți sau alte procese fizice. Este format din depozite superficiale neconsolidate, libere și eterogene care acoperă rocile solide. Acesta include praf, roci sparte și alte materiale conexe.
Suprafața lunară este acoperită cu regolit, care poate fi definit ca acel strat care este format din resturi de materiale puțin compacte, fragmente de rocă și sol care acoperă stratul profund și solid al Lunii.
Profunzimea medie a regolitului în zona mărilor lunare ajunge la 4-5 m, iar în zonele de munte poate ajunge la 10 m sau chiar mai mult. Este compus din roci bazaltice închise la culoare și cristal fin, putând avea sau nu olivină în compoziție, plus 1-2% material meteoric din exterior.

## Etimologie
Substantivul din română regolit are etimologie franceză régolithe; acesta are, la rândul său, originea în cuvintele din greaca veche ῥῆγος [rhegos]: „pătură” și λίθος [lihos]: „rocă”, „piatră”.
 Dicționarul francez Le Petit Larousse consideră că termenul régolithe are originea în cuvântul reg: „sol al regiunilor deșertice, format din pietriș provenind din dezagregarea fizică a unui material ale cărui elemente mai fine au fost luate de vânt”, care are originea în arabă.
Termenul a fost propus în 1897 de George P. Merrill(1854-1929).